# Дербі (взуття)

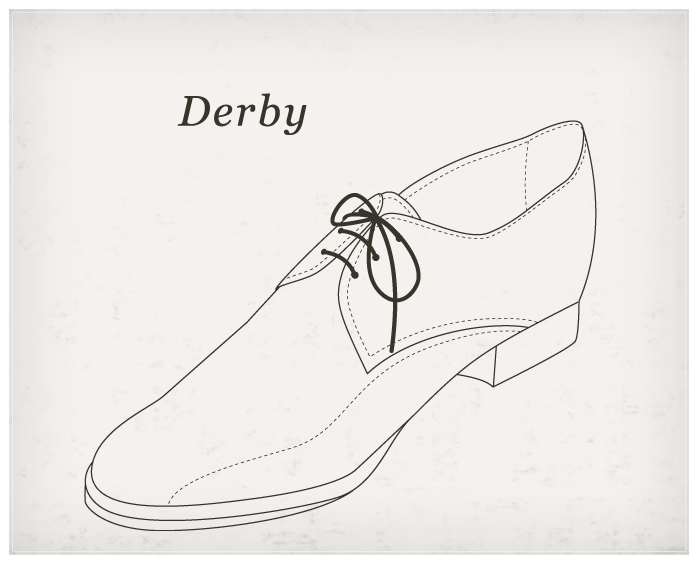
Дербі

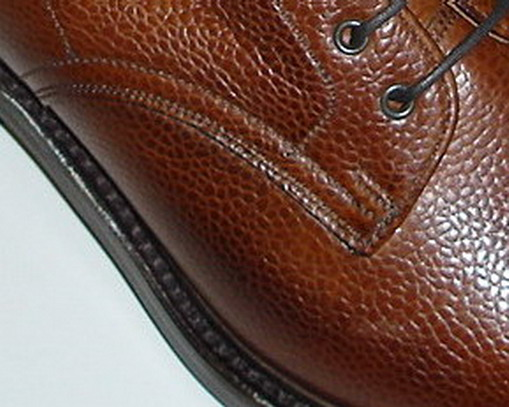
Особливості моделі «дербі»

Де́рбі (англ. derby shoes — від назви міста Дербі) — туфлі з відкритою шнурівкою, у яких берці нашиті зверху над союзкою.

## Історія
Дербі в американській англійській називаються «блюхерами» (Blucher shoes, bluchers) — на честь прусського маршала Блюхера, що брав участь в битві при Ватерлоо, хоча власно кажучи, це різні види туфель. Згідно з легендою, солдати армії Блюхера носили чоботи з відкритою шнурівкою.
Дербі стали популярними завдяки мисливцям та спортсменам у 1850-х роках. На початку XX століття почали використовуватись як міське взуття.

## Конструкція
Бічні сторони (берци) взуття типу «дербі» нашиті поверх передньої частини (союзки). Коли шнурки розв'язані — боковини вільно розходяться. Дербі можуть бути як з перфорацією, так і без неї.

## Правила носіння
Дербі менш офіційні, ніж оксфорди. Це взуття вважають універсальним. Чорні дербі підходять до строгих костюмів, а коричневі або двоколірні — до штанів неофіційного стилю, чінос або до джинсів. Відповідно, таке чоловіче взуття годиться як для офісу, так і для різних неформальних заходів.